# Bonnemaisonia
Bonnemaisonia is een geslacht van roodwieren uit de familie Bonnemaisoniaceae.

## Soorten
- Bonnemaisonia asparagoides (Woodward) C.Agardh, 1822
- Bonnemaisonia australis Levring, 1953
- Bonnemaisonia californica Buffham, 1896
- Bonnemaisonia clavata G.Hamel, 1930
- Bonnemaisonia geniculata N.L.Gardner, 1927
- Bonnemaisonia hamifera Hariot, 1891 = Haakwier
- Bonnemaisonia spinescens Womersley, 1996
- Bonnemaisonia suhrii (J.Agardh) Endlicher

Niet (meer) geaccepteerde soorten:
- Bonnemaisonia adriatica Zanardini, 1847 → Bonnemaisonia asparagoides (Woodward) C.Agardh, 1822
- Bonnemaisonia apiculata C.Agardh, 1835 = Dasya apiculata (C.Agardh) J.Agardh, 1863
- Bonnemaisonia dorsifera (C.Agardh) Endlicher, 1843 = Callophycus dorsifer (C.Agardh) P.C.Silva, 1957
- Bonnemaisonia elegans C.Agardh, 1822 = Delisea elegans J.V.Lamouroux, 1819
- Bonnemaisonia intricata (C.Agardh) P.C.Silva, 1957 = Spermothamnion intricatum (C.Agardh) De Toni, 1903
- Bonnemaisonia nootkana (Esper) P.C.Silva, 1953 → Hypnea nidifica J.Agardh, 1852
- Bonnemaisonia prolifera Reinsch, 1888 → Delisea pulchra (Greville) Montagne, 1844
- Bonnemaisonia pulchra (Greville) Endlicher, 1843 = Delisea pulchra (Greville) Montagne, 1844
- Bonnemaisonia telfairiae (W.J.Hooker & Harvey) Endlicher, 1843 = Plocamium telfairiae (W.J.Hooker & Harvey) Harvey ex Kützing, 1849
- Bonnemaisonia fimbriata Endlicher, 1843 (onzeker)
- Bonnemaisonia pilularia (S.G.Gmelin) C.Agardh, 1822 (onzeker)